# 宿白
宿白（しゅく はく、拼音: Sù Bái、スー・パイ、1922年8月3日 - 2018年2月1日）は、中国の考古学者・書誌学者。1983年から1988年は北京大学の考古系学部長を勤めた。仏教考古学研究の魁として知られ、2016年には中国考古学会から生涯功労賞が授与されている。

## 生涯

### 前半生
1922年8月3日、奉天省（現在の遼寧省）、瀋陽県に生まれる。1940年に北京大学の歴史学系に入学。1944年に学部課程を修めたのち、同大学の人文学部で考古学研究への道へと進んだ。この間、宿は考古学に加え、関連する分野も馮承鈞（中国外交史）、孫作雲（中国神話学）、容庚（甲骨）、湯用彤（仏教史）といった、著名な教授たちのもとで修めている。彼の教え子で、後に故宮博物院所長に就任した張忠培は、宿白をして「百科事典」と評している。1948年、宿白は人文学部で講義を受け持つようになった。

### 研究
1950年、宿は実地調査と発掘に取り組むようになる。1951年から1952年には、河南省禹県、白沙鎮にある宋代の墓3基の発掘を指揮、1957年にはこの調査結果をまとめた『白沙宋墓』を発表した。宿白は、これらの墓室内部に描かれた壁画が、故人の現世での生活ではなく、想像上の死後の生活を表現している可能性について考慮していなかったものの、この考古学上の発見にもとづき、歴史学・考古学両分野における経験を駆使して記した『白沙宋墓』で、彼は宋代の社会と風俗習慣について鋭い分析をなした。出版から60年を経てもなお、『白沙宋墓』は学界で大きな影響を及ぼしている。

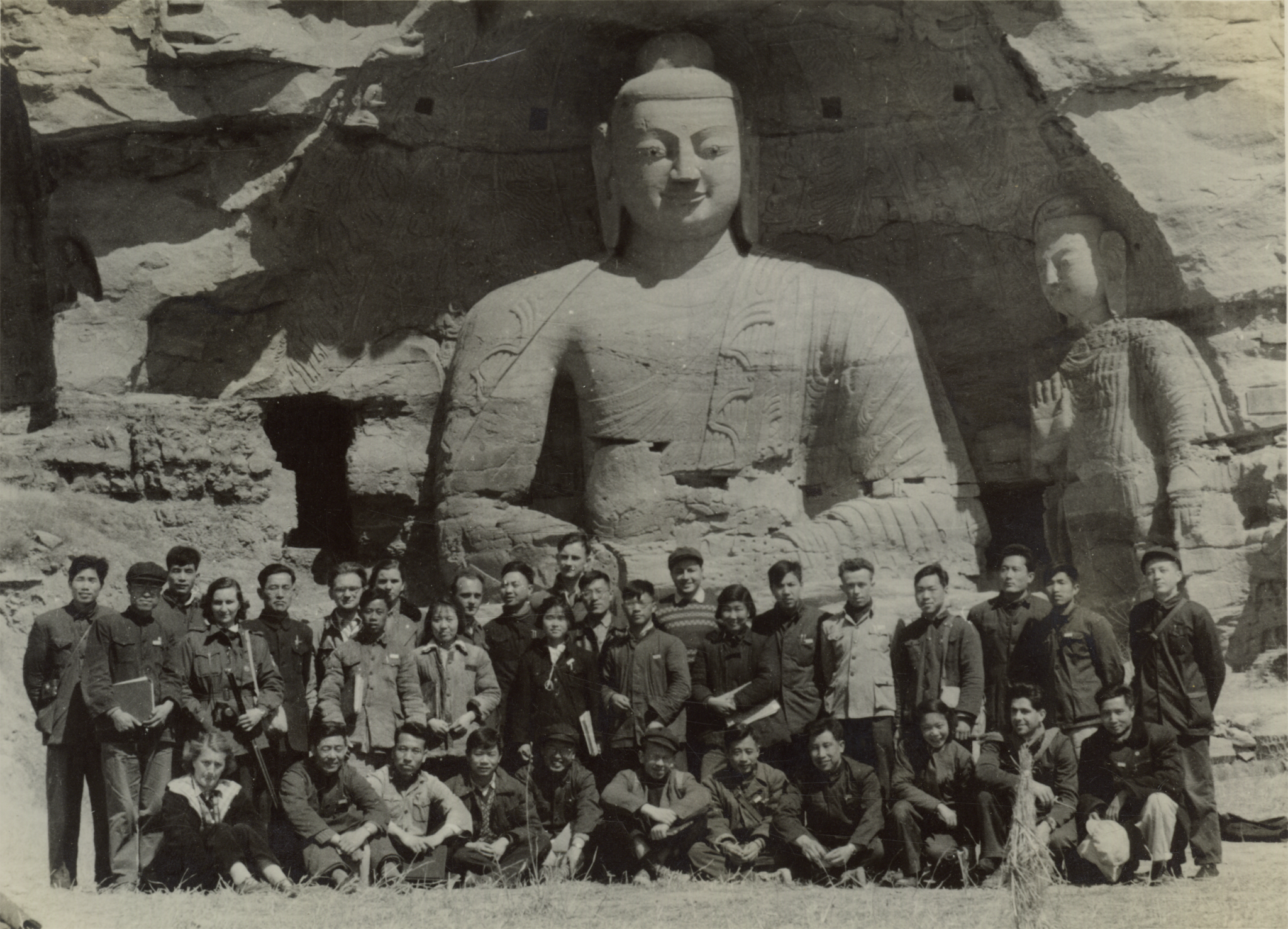
北京大学歴史学部、1952年入学の考古学生達を引率して。前列左から5番目が宿白。　1955年、雲崗石窟

生前、宿は仏教考古学の先駆者・泰斗として知られていた。1947年に中国の仏教石窟の研究に着手した。1978年、学術誌『考古学報』上で、日本の仏教考古学の権威、水野清一・長広敏雄らによる雲崗石窟の年代特定に対して異を唱えた。学術誌上で行われた数度の議論の結果、長広は見解を変え、宿の説を受けいれた。
宿はまた、シルクロードのオアシス都市、クチャに建立された、キジル石窟の着工年代について、ドイツの考古学者らが示した見解に対して異議を唱えた。

### 教員として

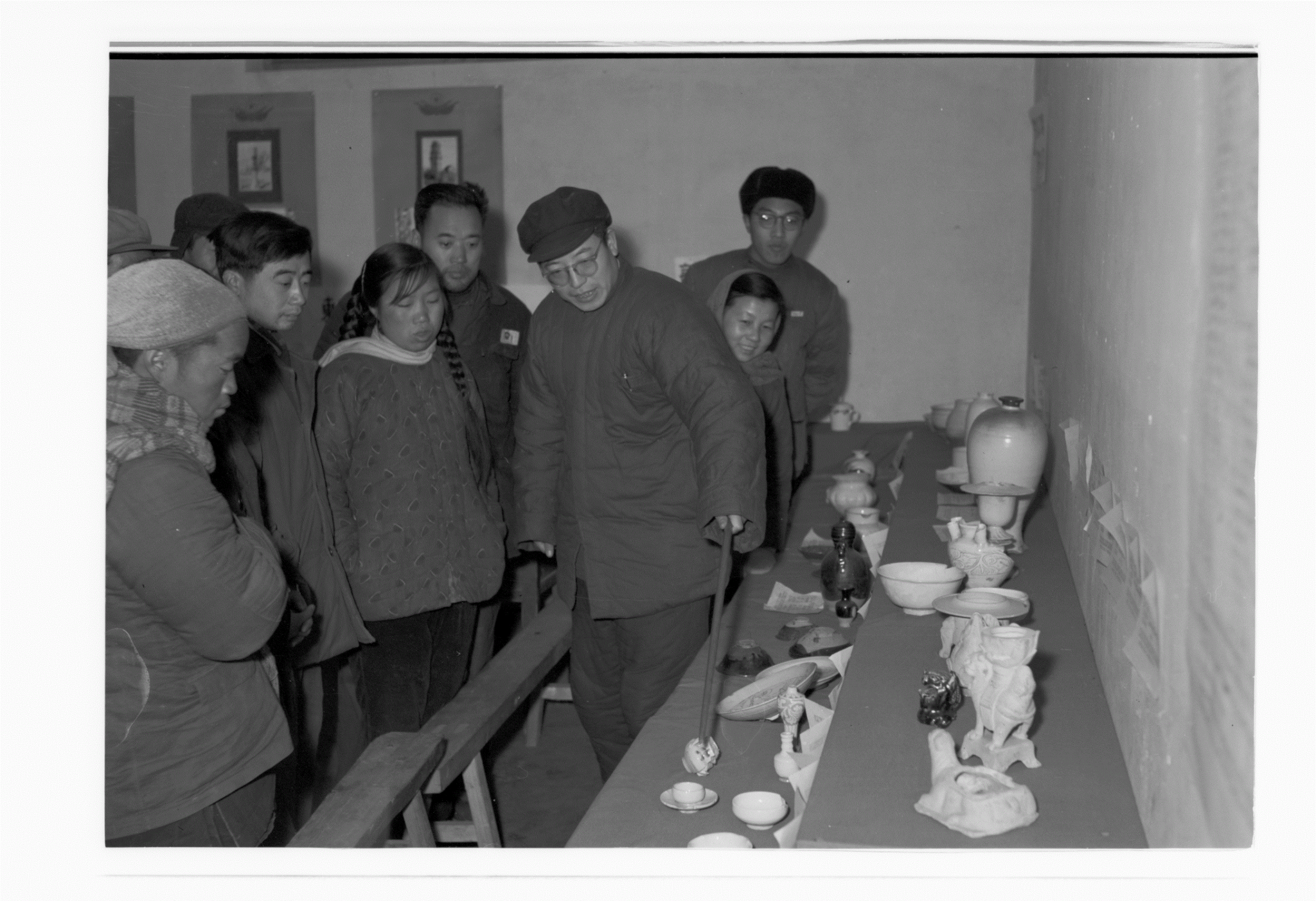
1953年入学の北京大学考古学部生らと共に。邯鄲市文物展覧館で。 1957年、邯鄲市

1983年に北京大学考古系に編組されると、宿は同学系主任に指名された。彼の門下からは、北京大学考古学博学院院長の杭侃や、北京故宮博物院院長の張忠培、敦煌研究院初代院長の樊錦詩、中国社会科学院考古研究所（中国社会科学院傘下）特別研究員ならびに同研究所の西安研究室室長の安家瑶といった、名だたる考古学の権威が輩出された。2004年、宿は50年以上にわたって勤めた北京大学から退官した。
宿は厳格な教員、そして几帳面な学者として知られていた。樊錦詩が研究者として名を馳せるようになってからも、宿は莫高窟に関する考古学の報告書の初稿を認可しなかった。樊は2011年に最終的に発表するまで、さらに5年を改稿に費やすこととなった。

### 死去
2018年2月1日、宿白は北京で死去。享年95歳。2021年3月15日、雲崗石窟地区に妻の朱明瑞とともに埋葬された。

## 書誌学者・蔵書家として
考古学者としての業績にくわえ、宿は書誌学者・蔵書家でもあった。自宅の四部屋のうち、寝室を除いた三部屋は彼の収集した本で埋め尽くされており、2010年時点のコレクションは、多くの稀覯本を含め10000冊以上にのぼった。同年、宿は蔵書のすべてを北京大学図書館に寄贈した。これらのコレクションは同図書館の宿白贈書室に収められた。